# Babîna, Sambir
Babîna (în ucraineană Бабина) este localitatea de reședință a comunei Babîna din raionul Sambir, regiunea Liov, Ucraina.

## Demografie
Componența lingvistică a localității Babîna
     Ucraineană (99,82%)
     Alte limbi (0,12%)
Conform recensământului din 2001, majoritatea populației localității Babîna era vorbitoare de ucraineană (99,82%), existând în minoritate și vorbitori de alte limbi.